# Chrysozephyrus jakamensis
Chrysozephyrus jakamensis är en fjärilsart som beskrevs av Robert Christopher Tytler 1915. Chrysozephyrus jakamensis ingår i släktet Chrysozephyrus och familjen juvelvingar. Inga underarter finns listade i Catalogue of Life.